# Jean Vercoutter
Jean Vercoutter (Lambersart, 20 gennaio 1911 – Parigi, 16 luglio 2000) è stato un egittologo francese, fin dal 1953 pioniere della ricerca archeologica in Sudan. È stato direttore dell'Istituto Francese d’Archeologia Orientale dal 1977 al 1981.

## Biografia
Ha iniziato la sua formazione superiore frequentando l'Académie Julian al fine di apprendere l'arte della pittura ma, ben presto, rivolge la sua attenzione all'egittologia studiando con Alexandre Moret, Raymond Weill e Gustave Lefebvre. Si laurea nel 1939 presso la IV^ sezione della École des Hautes Études en Sciences Sociales con una tesi sugli antichi oggetti funerari egizi ed è in seguito nominato membro dell'Istituto Francese di Archeologia Orientale del Cairo (IFAO) partecipando agli scavi di Karnak e dirigendo gli scavi di Tod.
Una volta ritornato in Francia aderisce al CNRS (1949-1955). Durante questo periodo compie delle importanti ricerche sul rapporto tra gli antichi egizi e i pre-Ellenici fornendo alcune conclusioni definitive sul rapporto tra queste due grandi civiltà e la storia dell'antica Civiltà egea.
Nel 1958 l'editore Garzanti pubblica un suo libro sull'antico Egitto nella collana Serie Saper Tutto
Nel 1960 viene nominato professore dell'Università di Lille.
Tra il 1960 e il 1964, si concentra sullo studio delle antiche fortezze di Kor, Nubia, e di Aksha, presso cui aveva già lavorato dal 1953. Entrambi questi siti archeologici sono stati sommersi dalle acque del Lago Nasser formatosi a seguito della costruzione della diga di Assuan nella seconda metà del secolo XX.
Nello stesso periodo compie degli scavi archeologici in importanti strutture come il tempio di Ramesse II, in un cimitero meroitico, e in altri piccoli cimiteri Nubia.. Compie anche delle ricerche presso il sito dell'Isola di Saï in Sudan.
Dal 1977 al 1981 è stato direttore dell'Istituto Francese di Archeologia Orientale del Cairo (IFAO).
Fino alla sua morte, avvenuta nel 2000, è stato molto attivo nel campo dell'archeologia.

## Pubblicazioni
- Con Cyril Aldred, J.L. Cenival, F. Debono, Christiane Desroches Noblecourt, Jean-Philippe Lauer e Jean Leclant, Le temps des pyramides, L'univers des formes, Gallimard, Parigi, 1978.
- Con Ch. Desroches Noblecourt, Un siècle de fouilles françaises en Égypte 1880-1980, in occasione del centenario dell'Istituto Francese di Archeologia Orientale del Cairo (IFAO), Museo del Louvre, musée d'art et d'essai, Palais de Tokyo, Parigi, 21 maggio / 15 ottobre 1981, IFAO, Il cairo, 1981.
- Essai sur les relations entre Égyptiens et pré-hellènes, n°6, L'orient ancien illustré, A. Maisonneuve, Parigi, 1954.
- L'Égypte et le monde égéen pré-hellénique, étude critique des sources Égyptiennes du début de la Dynastie égyptienne XVIIIe à la fin de la XIXe dynastie égyptienne, n°22, BdE, IFAO, Il Cairo, 1956.
- L'Égypte ancienne, Que sais-je ?, n°247, PUF, Parigi, 1960, 1982.
- Institut français d'archéologie orientale du Caire, Livre du Centenaire (1880-1980), n°104, MIFAO, Il Cairo, 1980.
- Les Affamés d'Ounas et le changement climatique de la fin de l'Ancien Empire, MGEM, IFAO, Il Cairo, 1985.
- À la recherche de l’Égypte oubliée, coll. «Découvertes Gallimard●Archéologie» (nº 1), Parigi, 1986, 1988, 1991, 1998, 2000 e 2007.
  - L'antico Egitto: archeologia di una civiltà, coll. «Universale Electa/Gallimard●Storia e civiltà» (nº 1), Trieste, Electa/Gallimard, 1992.
- L'Égypte et la vallée du Nil, des origines à la fin de l'ancien empire 12000-2000 Av. J.-C., Nouvelle Clio, PUF, Parigi, 1992.
- Le déchiffrement des hiéroglyphes égyptiens 1680-1840, pp. 579–586, The Intellectual Heritage of Egypt, Budapest, 1992.
- La fin de l'Ancien Empire : un nouvel examen, Vol. 2, pp. 557–562, Atti del VI Congresso Internazionale di Egittologia, Torino, 1993.
- Les barrages pharaoniques. Leur raison d'être, pp. 315–326, Les problèmes institutionnels de l'eau en Égypte ancienne et dans l'Antiquité méditerranéenne, IFAO, Il Cairo, 1994.
- Étude des techniques de construction dans l'Égypte ancienne, 3, la décoration des parois, son principe et les dangers d'équivoques qu'elle peut entraîner en ce qui concerne la datation des édifices, MGEM, IFAO, Il Cairo, 1985.